# غار مار آو۱
غار مار آو۱ مربوط به میان سنگی است و در شهرستان دالاهو، بخش مرکزی، دهستان حومه، ۲ کیلومتری شمال غربی روستای سرخه دیزه واقع شده و این اثر در تاریخ ۲۷ اسفند ۱۳۸۶ با شمارهٔ ثبت ۲۲۵۰۳ به‌عنوان یکی از آثار ملی ایران به ثبت رسیده است.